# McDonnell Douglas F/A-18 Hornet

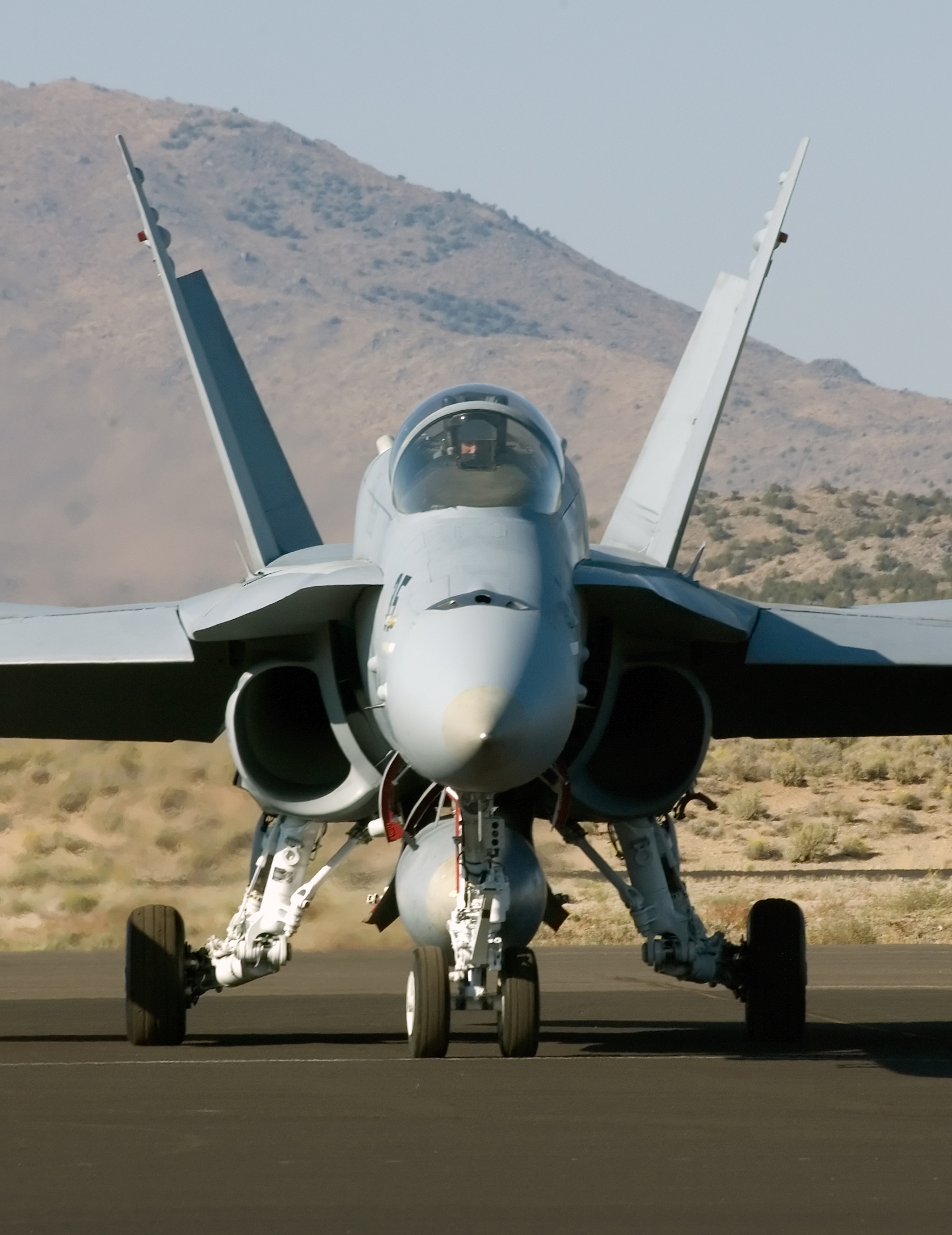
F/A-18 podczas Reno Air Races 2008

F/A-18 Hornet (wersje A–D) – amerykański pokładowy samolot naddźwiękowy, samolot myśliwski i myśliwiec wielozadaniowy zdolny do działań w każdych warunkach atmosferycznych.
Zmiany w wersjach E/F były na tyle istotne, że uznano je za odrębny samolot: Super Hornet.

## Historia konstrukcji

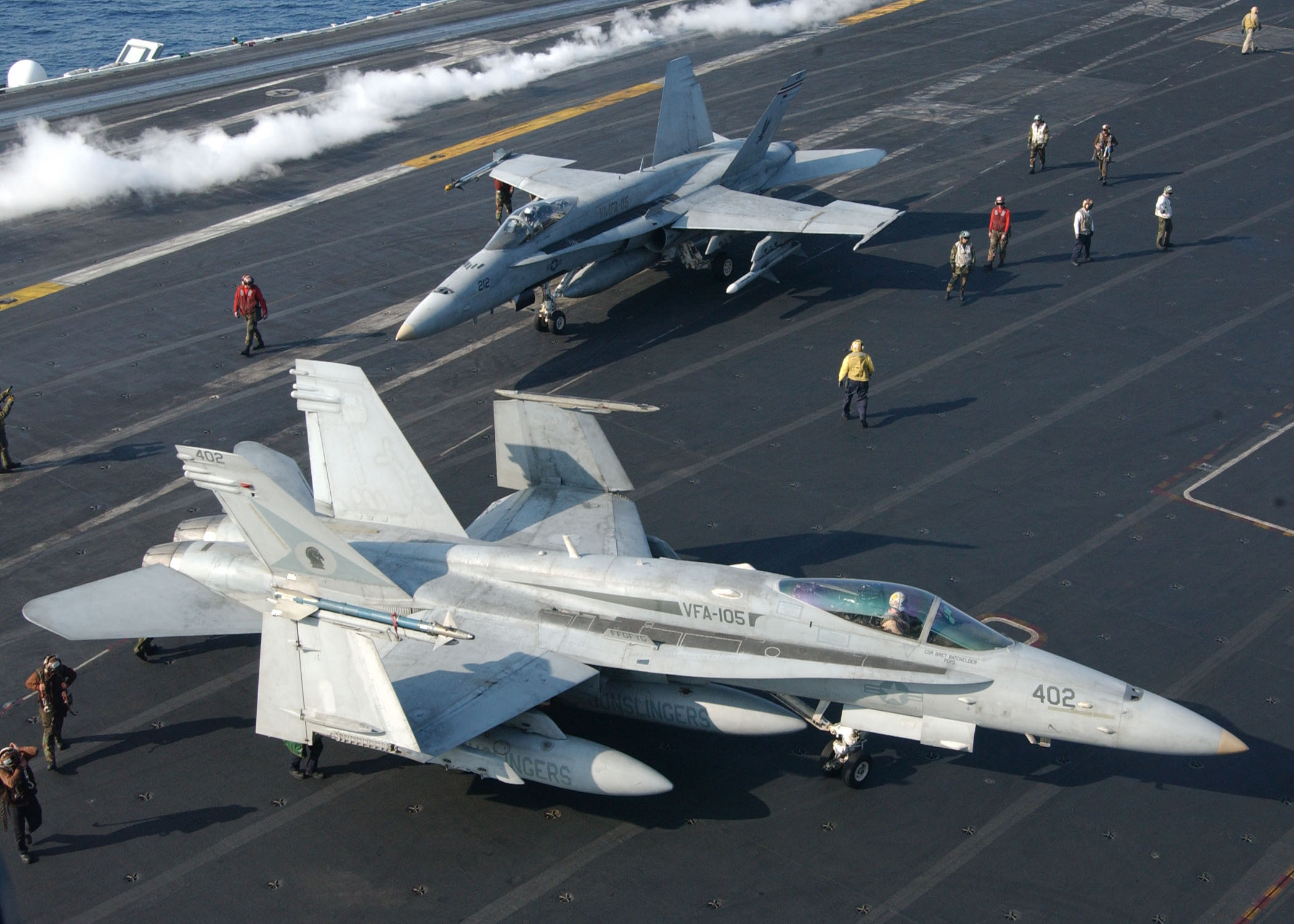
Dwa F/A-18 Marynarki Wojennej Stanów Zjednoczonych przygotowują się do startu na pokładzie lotniskowca USS Harry S. Truman (CVN-75). Samolot na pierwszym planie należy do dywizjonu VFA-105

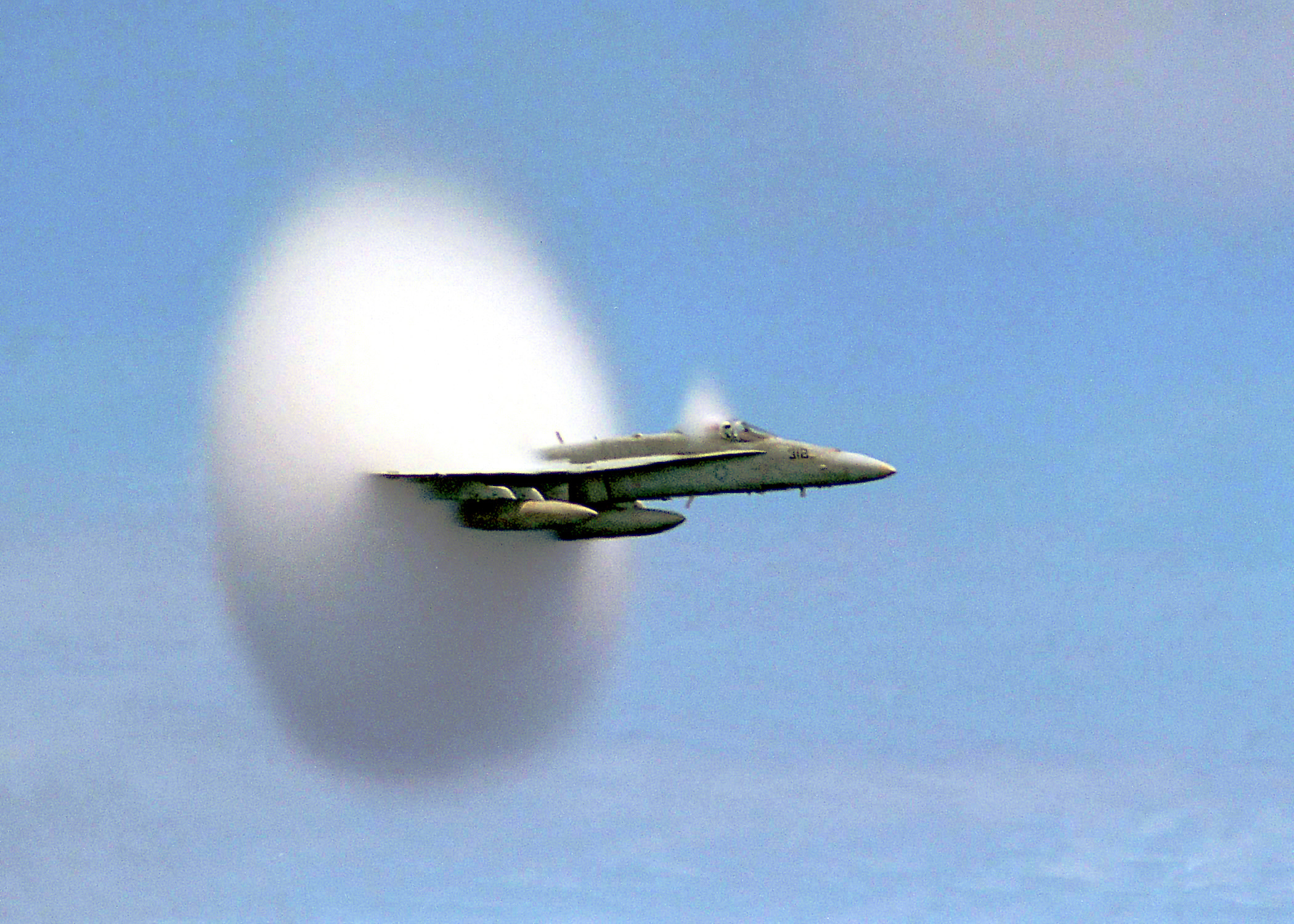
F/A-18 lecący nieco poniżej prędkości dźwięku. Za samolotem widać obłok Prandtla-Glauerta

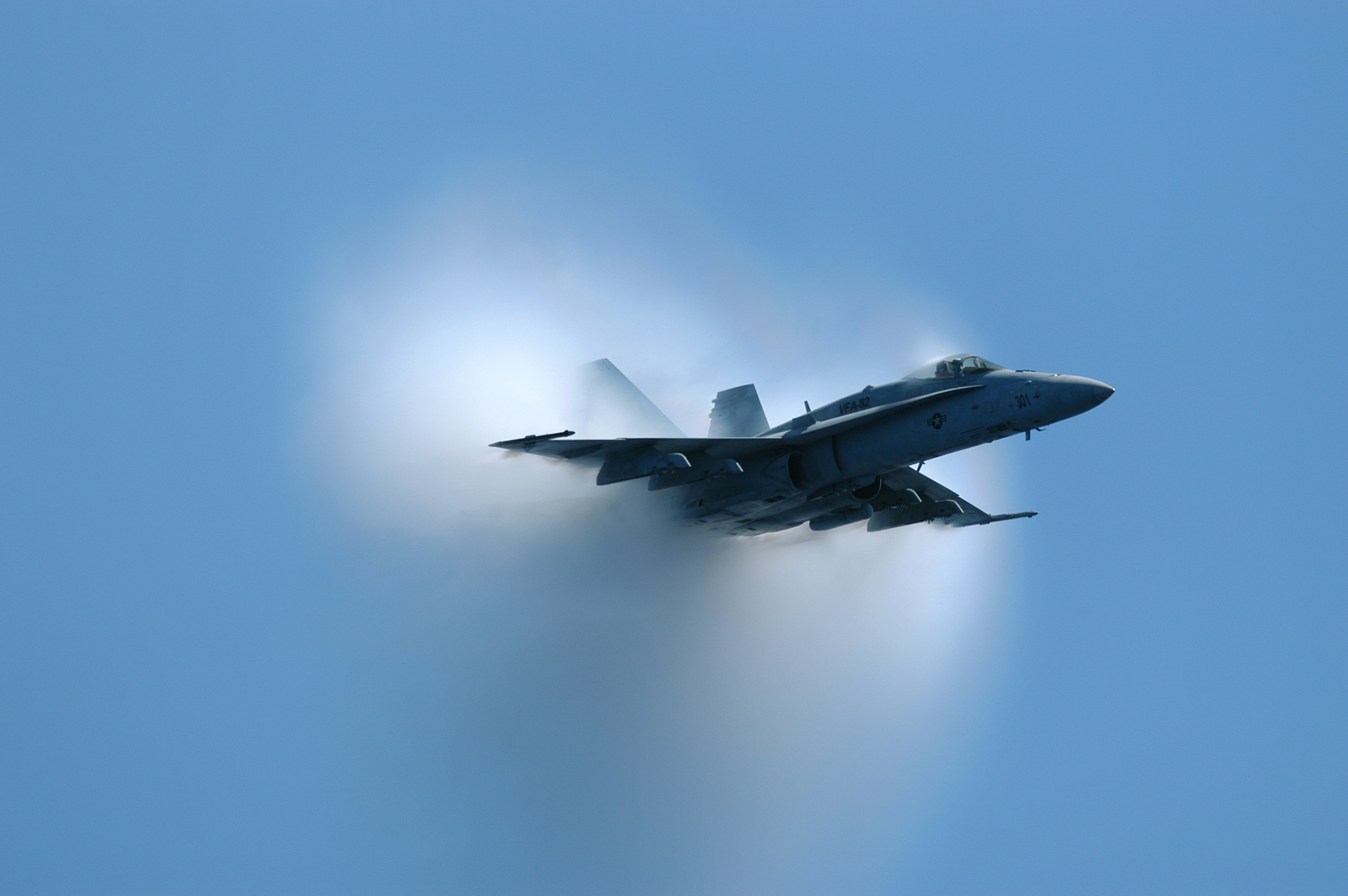
F/A-18 lecący nieco poniżej prędkości dźwięku. Za samolotem widać obłok Prandtla-Glauerta

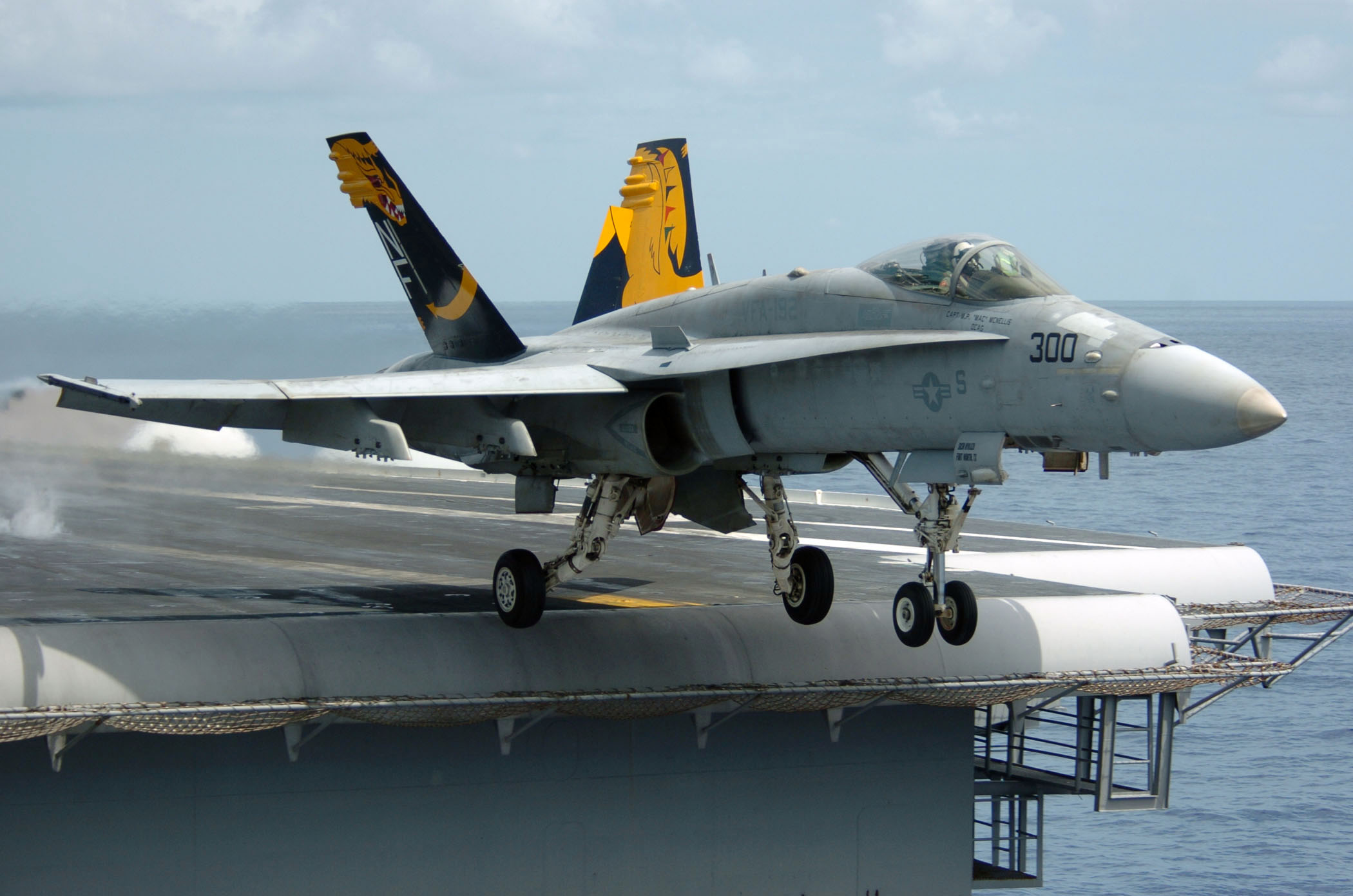
Start samolotu F/A-18 z katapulty lotniskowca

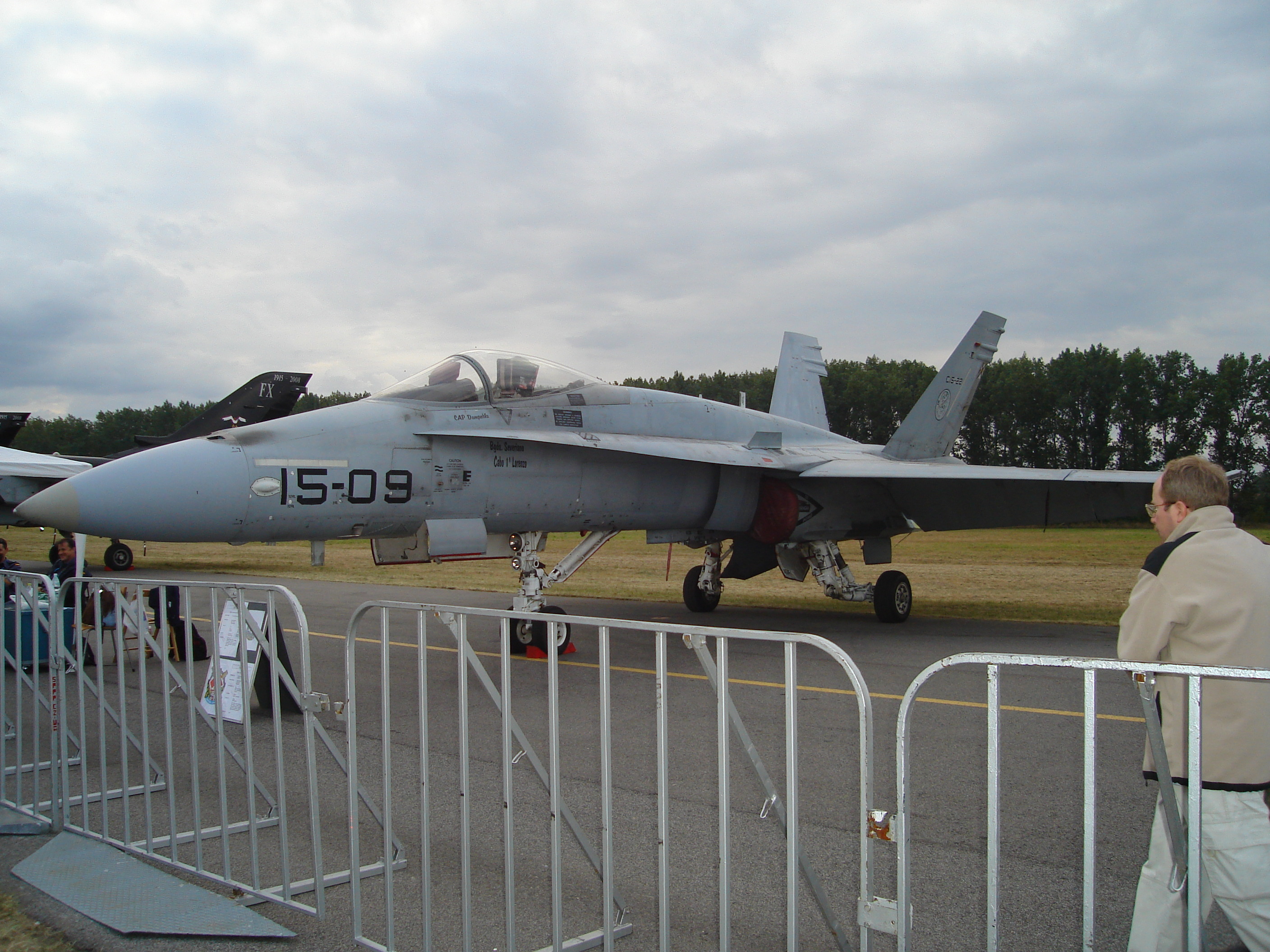
Hiszpańska wersja EF-18B na Radom Air Show 2007

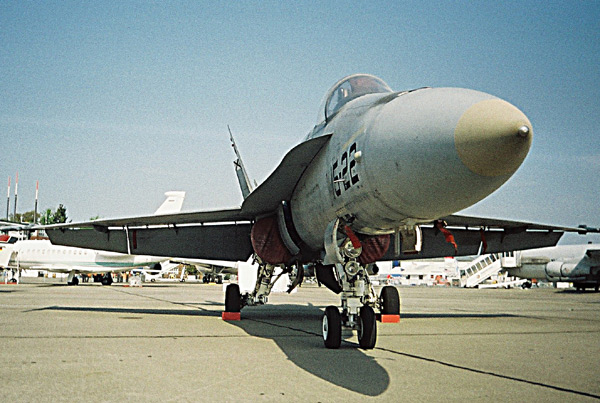
Samolot F/A-18

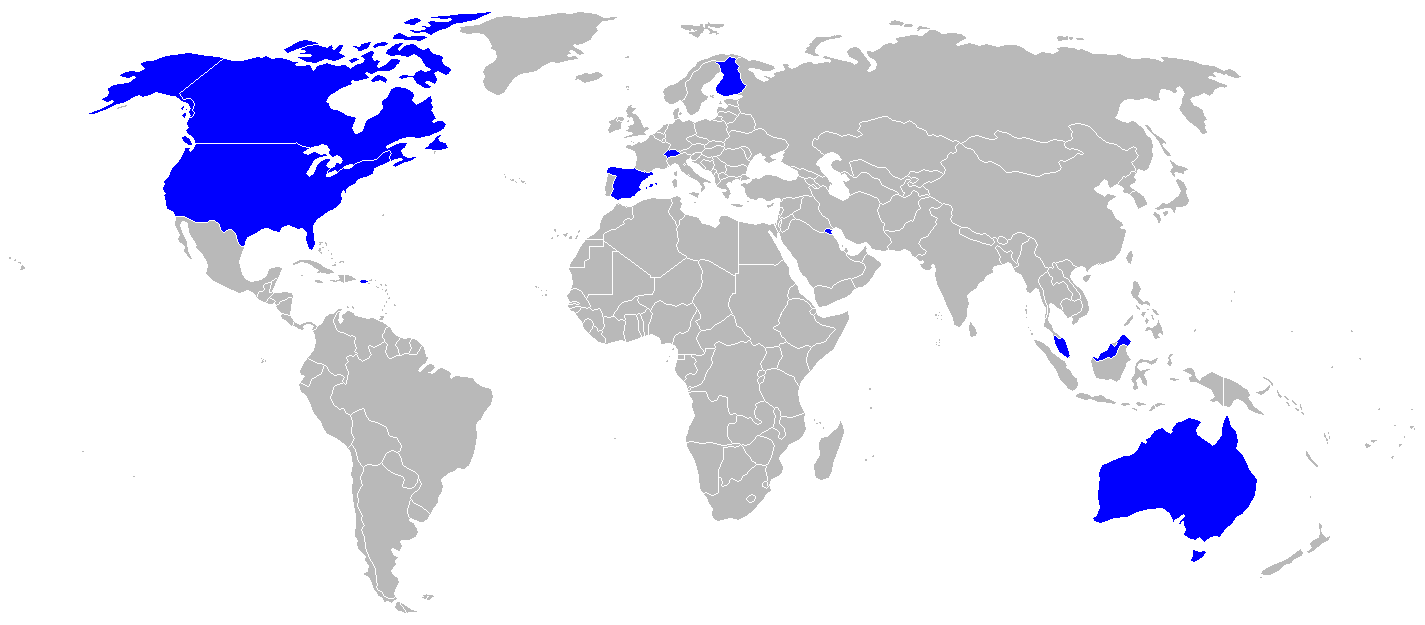
Kraje użytkownicy

Powstał na bazie Northropa YF-17 Cobra (projekt P-530), który przegrał rywalizację z General Dynamics F-16 Fighting Falcon na lekki myśliwiec dla USAF i krajów NATO. Dwusilnikowy projekt bardziej odpowiadał Marynarce, która potrzebowała następcy dla floty Skyhawków, Corsairów i Phantomów do zadań lekkiego myśliwca przewagi powietrznej i samolotu szturmowego. W 1975 ogłoszono wybór projektu YF-17, a w 1977 projektowany samolot nazwano F-18 Hornet. Początkowo planowano stworzenie trzech wersji: F-18A o manewrowości lepszej od F-14, A-18A o zwiększonym udźwigu do atakowania celów powierzchniowych i treningowy TF-18A. W toku prac zdecydowano się na wariant optymalny, podobny do projektu F-16.
Pierwotna jednomiejscowa wersja F/A-18A Hornet była pierwszym samolotem w siłach zbrojnych USA, który łączył w sobie samolot szturmowy (wykonujący misje takie jak bliskie wsparcie ogniowe oddziałów walczących na ziemi) i myśliwski, będąc uzupełnieniem F-14 Tomcat w lotnictwie marynarki wojennej i zastępując myśliwce F-4 Phantom używane przez Korpus Piechoty Morskiej Stanów Zjednoczonych (US Marine Corps). Znalazło to wyraz w jego początkowym oznaczeniu, wskazującym na przeznaczenie samolotu myśliwca (F-18A) lub samolotu uderzeniowego (A-18A).
Szybko jednak okazało się, że Hornet jest na tyle uniwersalny, iż wystarczy zmiana uzbrojenia i wyposażenia podwieszanego oraz zmiana trybu pracy radaru i komputera pokładowego, by mógł pełnić równie dobrze obie funkcje. Podobne rozwiązania zastosowano później w wielu innych konstrukcjach (F-16C/D, F-15E, F-14D, Mirage 2000-5, JAS 39 Gripen).
F/A-18 jest dwusilnikowym średniopłatem. Wersje F/A-18A i F/A-18C są jednomiejscowe, a B i D dwumiejscowe. W chwili obecnej starsza wersja B jest wykorzystywana głównie do szkolenia pilotów, a nowsza – D – również do szkolenia pilotów, lecz jest także głównym samolotem bojowym US Marine Corps w misjach typu rozpoznanie, kontrola przestrzeni powietrznej i atak na cele naziemne.
W wersjach C i D, dostarczanych od roku 1989, wprowadzono cały szereg modernizacji, między innymi możliwość przenoszenia nowych typów rakiet, nowy radar, urządzenia walki radioelektronicznej i mocniejsze silniki, oraz zwiększono możliwości samolotu w zakresie działań nocnych (używana od 1989 roku pododmiana F/A-18D zwana Night Attack Hornet.
Do standardu zbliżonego do wersji F/A-18C doprowadzona została też część starszych maszyn F/A-18A – modyfikacja ta jest określana jako F/A-18A+. Daje ona tej starej dość wersji Horneta "drugą młodość". Maszynom zmodernizowano elektronikę, zaś posiadają one całkiem duży jeszcze resurs płatowca – co cenne jest wobec kurczącej się liczby F/A-18C, często dość mocno już wyeksploatowanych podczas operowania z pokładów lotniskowców.
Najnowsze modele, jednomiejscowy F/A-18E i dwumiejscowa odmiana F/A-18F, są praktycznie nowymi samolotami, o zwiększonej długości kadłuba oraz powierzchni i rozpiętości skrzydeł, mocniejszych silnikach General Electric F414 (zamiast F404) i unowocześnionej awionice. Pomysł na Super Horneta – bo tak się nazywa ten samolot – powstał aby zapełnić lukę po przerwaniu przez Kongres projektu nowego samolotu szturmowego A-12 (mającego zastąpić wysłużony A-6 Intruder i mogący zastąpić Grumman F-14 Tomcat). Kongres nie chciał wydawać dużych sum pieniędzy na nowy model samolotu, więc koncern McDonnell Douglas zaproponował "daleko idącą modernizację" istniejącej konstrukcji. W grudniu 1992 roku podpisano kontrakt opiewający na kwotę 3,8 miliarda dolarów. Pierwszy Super Hornet został zaprezentowany 17 września 1995 roku. W chwili obecnej trwa produkcja seryjna, która zakończona powinna zostać nie wcześniej niż w 2012 roku.
W 2009 roku do służby weszła najnowsza wersja F/A-18 Hornet – samolot walki elektronicznej EA-18G Growler – zbudowana na bazie wersji F/A-18F. Jej dwa prototypy wykonały pierwsze loty jesienią 2006 roku. Samolot ten jest połączeniem nowoczesności i uniwersalności myśliwca F/A-18F z możliwościami zakłócania i niszczenia radarów przez samoloty EA-6B Prowler, które ma on docelowo zastąpić.
Wielką zaletą Hornetów jest ich bezawaryjność i szybka, prosta obsługa naziemna, oraz możliwość przenoszenia różnorodnego uzbrojenia, co daje dowódcy więcej możliwości na szybko zmieniającym się polu bitwy.
F/A-18 Hornet jest używany oprócz marynarki amerykańskiej (US Navy) i amerykańskiego Korpusu Piechoty Morskiej, przez Australię (Royal Australian Air Force), Kuwejt (Al Quwwat Aj Jawwaiya Al Kuwaitiya), Szwajcarię (Kommando der Flieger und Fliegeabwehrtruppen), Finlandię (Suomen Ilmavoimat), Malezję (Tendara Udara Diraja Malaysia), Kanadę (Royal Canadian Armed Forces, oznaczenie CF-188) i Hiszpanię (Ejercito del Aire, oznaczenie C.15).
W chwili obecnej trwają starania USA o pozyskanie zamówień eksportowych na samoloty F/A-18E/F Super Hornet – zarówno wśród niektórych ich dotychczasowych użytkowników, jak i zupełnie nowych (Indie).

## Zastosowanie bojowe
Samoloty F/A-18 zostały po raz pierwszy zastosowane bojowo w 1986 r. podczas nalotu lotniczego na Libię (operacja El Dorado Canyon), z pokładu lotniskowca USS „Coral Sea” (CV 43). Na lotniskowcu stacjonowały wówczas, w ramach skrzydła CVW-13, cztery eskadry F/A-18A: VFA-131, VFA-132, VMFA-314 i VMFA-323. Atak wykonany został wraz z samolotami z lotniskowca USS „America” (CV 66) oraz równolegle z uderzeniem samolotów F-111 z baz US Air Force w Wielkiej Brytanii.
Hornety zostały użyte głównie do zadań typu SEAD (Suppression of Enemy Air Defence), zwalczając libijskie systemy przeciwlotnicze za pomocą pocisków AGM-88 HARM oraz bomb kasetowych, a także do patrolowania w powietrzu („Coral Sea” nie był przystosowany do bazowania F-14), jeszcze w okresie przed atakiem przechwytując i eskortując wiele samolotów libijskich lub radzieckich próbujących obserwować działania okrętów VI Floty US Navy. Nie doszło jednak do wymiany ognia, a i podczas samego nalotu żaden F/A-18 nie został zestrzelony.
Okazją do szerszego zastosowania bojowego Hornetów była operacja „Desert Storm” w Iraku w 1991 r., poprzedzona od 1990 r. operacją gromadzenia sił i ochrony Arabii Saudyjskiej przed ewentualną inwazją iracką (operacja „Desert Shield”). Jako pierwsze w rejon Zatoki Perskiej trafiły lotniskowce USS "Independence" (CV 62) ze skrzydłem CVW-14 oraz USS "Dwight D. Eisenhower" (CVN 69) ze skrzydłem CVW-7 – jednak wycofane zostały one z regionu przed rozpoczęciem działań zbrojnych nad obszarem Kuwejtu i Iraku.
W samej Pustynnej Burzy wzięły natomiast udział lotniskowce:
- USS "Midway" (CV-41) – skrzydło CVW-5 (w tym trzy eskadry F/A-18A: VFA-151, VFA-192, VFA-195; lotniskowiec starszego typu, działający bez myśliwców F-14)
- USS "Saratoga" (CV-60) – ze skrzydłem CVW-17 (eskadry F/A-18C: VFA-81 i VFA-83)
- USS "Ranger" (CV-61) – skrzydło CVW-2 (bez eskadr F/A-18, jedynie F-14A i A-6E)
- USS "America" (CV-66) – skrzydło CVW-1 (eskadry F/A-18C: VFA-82 i VFA-86)
- USS "John F. Kennedy" (CV-67) – skrzydło CVW-3 (bez eskadr F/A-18, za to przenosił dwie ostatnie we Flocie eskadry samolotów A-7E: VA-46 i VA-72)
- USS "Theodore Roosevelt" (CVN-71) – ze skrzydłem CVW-8 (eskadry F/A-18A: VFA-15 i VFA-87)

Początek działań był dla Hornetów pechowy, zestrzelony bowiem został jeden z samolotów eskadry VFA-81. Według oficjalnych komunikatów z tamtego czasu samolot padł ofiarą irackiej obrony przeciwlotniczej, zaś pilot zginął. Wraz z upływem czasu pojawiać się zaczęły spekulacje, jakoby pilot przeżył katastrofę samolotu (ostatecznie okazało się, że jednak nie), i ujawniono, że zestrzelenia dokonała nie obrona przeciwlotnicza, ale iracki myśliwiec przechwytujący (produkcji radzieckiej) MiG-25PD. Był to pierwszy samolot Koalicji zestrzelony podczas tej wojny.
Wkrótce potem para F/A-18C z tej samej eskadry VFA-81 wzięła odwet, zestrzeliwując dwa irackie myśliwce F-7A (eksportowa wersja chińskiej kopii MiG-a-21 – myśliwca Shenyang F-7M). Co podkreślane było potem, jako znacząca zaleta samolotu, oba irackie MiG-i zostały zestrzelone bez porzucania przez Hornety wyznaczonego im zadania bojowego – podczas gdy myśliwce nieprzyjaciela spadały w płomieniach, oba F/A-18C wróciły do zadania zbombardowania wrogiego lotniska. Było to pierwsze i najbardziej spektakularne zwycięstwo lotnicze samolotów US Navy podczas wojny w Zatoce. W późniejszym czasie stracono jeszcze kilka pojedynczych F/A-18 (w tym jeden z lotniskowca USS "Theodore Roosevelt" w katastrofie).
Oprócz maszyn z US Navy, w działaniach brały udział także Hornety z US Marine Corps: F/A-18A z eskadr VMFA-314, VMFA-333, VMFA-451, F/A-18C z VMFA-212, VMFA-232, VMFA-235, oraz najnowsze F/A-18D Night Attack Hornet z VMFA(AW)-121 (pierwsza eskadra, która zastosowała je bojowo). Obok Hornetów wersji A i C, wypełniających zadania SEAD, myśliwskie lub szturmowe, dwumiejscowe F/A-18D z USMC pełniły też zadania wysuniętych kontrolerów obszaru powietrznego (tzw. FAC(A) – Forward Air Controller (Airborne)), odnajdując i oznaczając cele dla lotnictwa uderzeniowego.
Działania nad Irakiem dowiodły też doskonałej odporności samolotu. Pomimo dużej liczby użytej jedynie niewielki odsetek samolotów został stracony (o wiele gorzej wypadły np. AV-8B Harrier czy A-6E Intruder). Znany jest też m.in. przypadek F/A-18D który powrócił do bazy po bezpośrednim trafieniu rakietą ziemia-powietrze w dyszę wylotową silnika.
Podczas kolejnych działań nad krajami byłej Jugosławii, Irakiem i Afganistanem chrzest bojowy przechodziły kolejne eskadry tych samolotów (w ostatnich latach włącznie nawet z pojedynczymi eskadrami rezerwy).
Nowy etap rozpoczął się na przełomie 2002/2003, gdy w 2002 w rejon Zatoki Perskiej w ramach operacji Iraqi Freedom wszedł lotniskowiec USS "Abraham Lincoln" (CVN-72) ze skrzydłem CVW-14 na pokładzie, w tym po raz pierwszy z samolotami F/A-18E Super Hornet z eskadry VFA-115, zaś kilka miesięcy później "podmienił" go USS "Nimitz" (CVN-68) – pierwszy mający na swoim pokładzie obie wersje Super Hornet. Tym samym VFA-14 (F/A-18E) i VFA-41 (F/A-18F) ze skrzydła CVW-11 zostały kolejnymi eskadrami Super Hornet użytymi w strefie działań bojowych.
Według pierwszych informacji prasowych debiut bojowy nowych wersji F/A-18 wypadł imponująco.

## Ogólna charakterystyka, modele C i D
- Funkcja: Samolot wielozadaniowy i samolot szturmowy
- Producent: McDonnell Douglas – obecnie Boeing oraz, w wersji F18L, Northrop – obecnie Northrop Grumman
- Koszt: 24 mln dolarów (84 mln PLN)
- Napęd: 2 silniki F404-GE-402
- Ciąg: 17.700 funtów (8.027 kg) na silnik
- Długość: 16,8 m
- Wysokość: 4,6 m
- Maksymalna masa startowa: 23,537 kg
- Rozpiętość skrzydeł: 13,5 m
- Zasięg:
  - Konfiguracja myśliwca: 1379 mil morskich (1585,9 mil/2.537 km);
  - Konfiguracja samolotu szturmowego: 1333 mil morskich (1532,9 mil/2,453 km)
- Pułap: 50000 stóp (15 km)
- Prędkość: 1.8 Ma (2205 km/h)
- Załoga:
  - wersje A, C: 1
  - wersje B, D: 2
- Uzbrojenie:
  - jedno działko napędowe M61A1/A2 Vulcan kalibru 20 mm z zapasem 578 szt. amunicji
  - pociski rakietowe powietrze-powietrze: AIM-9 Sidewinder, AIM-7 Sparrow, AIM-120 AMRAAM
  - pociski rakietowe do zwalczania stacji radarowych: AGM-88 HARM, AGM-45 Shrike, AGM-78 Standard ARM
  - pociski rakietowe powietrze-ziemia: AGM-65 Maverick, AGM-84 SLAM/SLAM-ER, AGM-154 Joint Stand-Off Weapon (JSOW)
  - bomby kierowane serii AGM-62 Walleye, Paveway II/III oraz Joint Direct Attack Munition (JDAM)
  - pociski rakietowe powietrze-woda AGM-84 Harpoon
  - niekierowane pociski rakietowe kal. 70 mm FFAR (w zasobnikach 7- lub 19-lufowych) i kal. 127 mm Zuni (w zasobnikach 4-lufowych)
  - bomby konwencjonalne serii Mk 80, kasetowe (w tym serii Rockeye i Gator) i zapalające
  - miny morskie
  - bomby atomowe: B57, B61, B83
- Pierwszy lot: listopad 1978
- Pierwsza jednostka operacyjna – październik 1983 (wersje A/B); wrzesień 1987 (wersje C/D)

## Ogólna charakterystyka, modele E i F
- Funkcja: myśliwiec wielozadaniowy i samolot szturmowy
- Producent: Boeing, (podwykonawca: Northrop Grumman)
- Koszt ok.: 80 mln dolarów
- Napęd: dwa silniki F414-GE-400
- Ciąg: 9,977 kg (każdy silnik)
- Długość: 18,31 m
- Wysokość: 4,88 m
- Rozpiętość skrzydeł w locie: 13,62 m
- Rozpiętość do hangarowania: 9,32 m
- Powierzchnia skrzydeł 46,45 m²
- Pułap operacyjny: 13865 m
- Prędkość: 1,8 Ma
- Masa pustego: 13387kg
- Maksymalna masa startowa:29937 kg
- Masa max. podwieszenia: 8051 kg
- Ilość paliwa wew. max: 6531 kg
- Ilość paliwa wew. i zew. max.: 10 967kg
- Załoga:
  - E: 1
  - F: 2
- Uzbrojenie: jedno działko M61A1/A2 Vulcan kal. 20 mm,
- rakiety AIM-9 Sidewinder, AIM-7 Sparrow, AIM-120 AMRAAM, AGM-84 Harpoon, AGM-88 HARM, Shrike, SLAM, SLAM-ER, Walleye, Maverick; Joint Stand-Off Weapon (JSOW); Joint Direct  Attack Munition (JDAM);
- Pierwszy lot: grudzień 1995
- Pierwsza jednostka operacyjna: 2002 (F/A-18E/F)

## Użytkownicy
Australia
- Royal Australian Air Force dysponowały 55 F/A-18A, 16 F/A-18B oraz od 2010 roku 24 nowymi F/A-18F Super Hornet. Od 1984 otrzymano 57 F/A-18A i 18 F/A-18B, 73 z nich zmontowano w Australii. Samoloty zastąpiły Mirage IIIO, F/A-18F zastąpiły F-111C. Zastępowane przez F-35A, ostatecznie zostały wycofane ze służby 29 listopada 2021 roku[4][5].

 Kanada
- Royal Canadian Air Force wykorzystują od 1983 roku 64 CF-188A i 26 CF-188B, ze 138 dostarczonych CF-18 Hornet (bardziej znane oznaczenie fabryczne). Kanadyjskie CF-18 wyróżniają się dodatkowymi światłami do lotów nocnych i fałszywą malowaną owiewka kokpitu. Samoloty zastąpiły Canadair CF-104 Starfighter, CF-101 Voodoo i Canadair CF-116 Freedom Fighter. W 2018 roku Kanada porozumiała się z Australią ws. odkupienia 25 sztuk F/A-18 jako rozwiązanie pomostowe do czasu pozyskania nowego typu samolotów[6].

 Finlandia
- Suomen ilmavoimat od 1995 roku użytkują 54 F-18C i 7 F-18D, 57 jednomiejscowych maszyn zmontowano na licencji w zakładach Patria. Oznaczone jako F-18 Hornet, ponieważ w samolotach ograniczono zdolności przenoszenia uzbrojenia powietrze-ziemia (w myśl pokoju paryskiego z 1947). Samoloty zastąpiły MiG-21Bis i Saab J35 Draken. Prowadzona od 2004 modernizacja, która zakończy się w 2016 roku ma doposażyć je w kierowane bomby szybujące i pociski manewrujące. W 2010 roku rozbił się F-18D, który zmontowano w 2009 z połączenia uszkodzonego F-18C i odkupionego kokpitu z CF-18B.

 Kuwejt
- Al-Quwwat al-Jawwiya al-Kuwaitiya – 27 F/A-18C Hornet i 7 F/A-18D; w 1988 zamówiono 32 F/A-18C i 8 F/A-18D, dostawy rozpoczęto po wojnie w Zatoce Perskiej. Samoloty zastąpiły Mirage F1CK i A-4KU Skyhawk.

 Malezja
- Tentera Udara DiRaja Malaysia – 8 dwumiejscowych F/A-18D zakupionych w 1997 jako nocne wielozadaniowe myśliwce do operowania nad oceanem.

 Hiszpania
- Ejército del Aire zakupiły w 1985 roku (w 1984 Hiszpania dołączyła do NATO) 60 EF-18A i 12 EF-18B (E od Espana, lokalne oznaczenie C.15 i CE.15) oraz po 1995 roku 24 ex-amerykańskie F/A-18A. Wszystkie zmodernizowano do wielozadaniowego standardu zbliżonego do C/D, oznaczonego jako F-18A+/B+, których w służbie pozostaje 74 (A) i 12 (B) sztuk. Samoloty zastąpiły mieszankę F-4C Phantom II, F-5A Freedom Fighter i Mirage IIIEE.

 Szwajcaria
- Schweizer Luftwaffe – od 1996 wykorzystują 26 Hornetów wersji C oraz 7 w wersji D (1 utracono). Samoloty zastąpiły Mirage IIIS.

 Stany Zjednoczone
- United States Navy – 210 jednomiejscowych F/A-18A/C Hornet i 159 szkolno-bojowych F/A-18A/B/C/D, pozostałe zastąpione przez ok. 500 F/A-18E/F Super Hornet.
- United States Marine Corps – 192 F/A-18A/C/D i 37 treningowych F/A-18B/C/D.